# Municipio de Hickory Point
El municipio de Hickory Point (en inglés: Hickory Point Township) es un municipio ubicado en el condado de Macon en el estado estadounidense de Illinois. En el año 2010 tenía una población de 18 523 habitantes y una densidad poblacional de 201,26 personas por km².

## Geografía
El municipio de Hickory Point se encuentra ubicado en las coordenadas 39°55′12″N 88°58′24″O / 39.92000, -88.97333. Según la Oficina del Censo de los Estados Unidos, el municipio tiene una superficie total de 92.04 km², de la cual 92,03 km² corresponden a tierra firme y (0 %) 0 km² es agua.

## Demografía
Según el censo de 2010, había 18 523 personas residiendo en el municipio de Hickory Point. La densidad de población era de 201,26 hab./km². De los 18 523 habitantes, el municipio de Hickory Point estaba compuesto por el 82,16 % blancos, el 10,89 % eran afroamericanos, el 0,18 % eran amerindios, el 3,41 % eran asiáticos, el 1,16 % eran de otras razas y el 2,19 % eran de una mezcla de razas. Del total de la población el 2,74 % eran hispanos o latinos de cualquier raza.